# LTT 9779 b
LTT 9779 b的官方名稱是Cuancoá，是一顆繞行類太陽恆星LTT 9779（或Uúba，烏巴）的海王星大小的行星。截至2023年，它擁有所有已知行星中最高的反照率。

## 特點
LTT 9779 b 是已知為數不多的海王星沙漠行星。它具有高度反射性，反照率為0.8。這使它成為迄今為止發現的反射性最强的系外行星。它在不到一地球日的時間內完成繞LTT 9779的軌道運行，使白天的溫度飆升至2,000℃以上。該行星的全球氣候模型表明，它有一個非常富含金屬的大氣層，很可能存在由矽酸鹽形成的雲。
LTT 9779 b屬於一種非常罕見的行星類型：荒蕪海王星，是很少有人知道的類型它。據估計，只有1/200的類太陽恆星擁有一顆軌道週期小於一地球日的行星，而其餘大多數是熱木星或岩石行星，像這種超熱海王星的行星則很少見。正因為如此，LTT 9779 b被許多太空望遠鏡廣泛研究，包括哈伯和詹姆斯·韋伯。

## 命名
LTT 9779 b於2022年被國際天文學聯合會正式命名為Cuancoá，這是IAU100太陽系外世界命名活動競賽的項目之一。Cuancoá這個名字出自烏瓦語，意思是「晨星」。它的母恆星LTT 9779，也以烏瓦語命名為Uúba（烏巴），意思可以是「恆星」、「種子」和「眼睛」。